# Ectopoglossus
Az Ectopoglossus a kétéltűek (Amphibia) osztályának békák (Anura) rendjébe, a nyílméregbéka-félék (Dendrobatidae) családjába, azon belül a Hyloxalinae alcsaládba tartozó nem.

## Előfordulásuk
A nembe tartozó fajok Ecuadorban és Panamában honosak.

## Rendszerezés
A nembe az alábbi fajok tartoznaK:
- Ectopoglossus absconditus Grant, Rada, Anganoy-Criollo, Batista, Dias, Jeckel, Machado, & Rueda-Almonacid, 2017
- Ectopoglossus astralogaster (Myers, Ibáñez, Grant, & Jaramillo, 2012)
- Ectopoglossus atopoglossus (Grant, Humphrey, & Myers, 1997)
- Ectopoglossus confusus (Myers & Grant, 2009)
- Ectopoglossus isthminus (Myers, Ibáñez, Grant, & Jaramillo, 2012)
- Ectopoglossus lacrimosus (Myers, 1991)
- Ectopoglossus saxatilis Grant, Rada, Anganoy-Criollo, Batista, Dias, Jeckel, Machado, & Rueda-Almonacid, 2017